# Airapus wampuensis
Airapus wampuensis är en skalbaggsart som beskrevs av Zdzisława Stebnicka 1998. Airapus wampuensis ingår i släktet Airapus och familjen Aphodiidae. Inga underarter finns listade i Catalogue of Life.